# Viceré della Cina imperiale

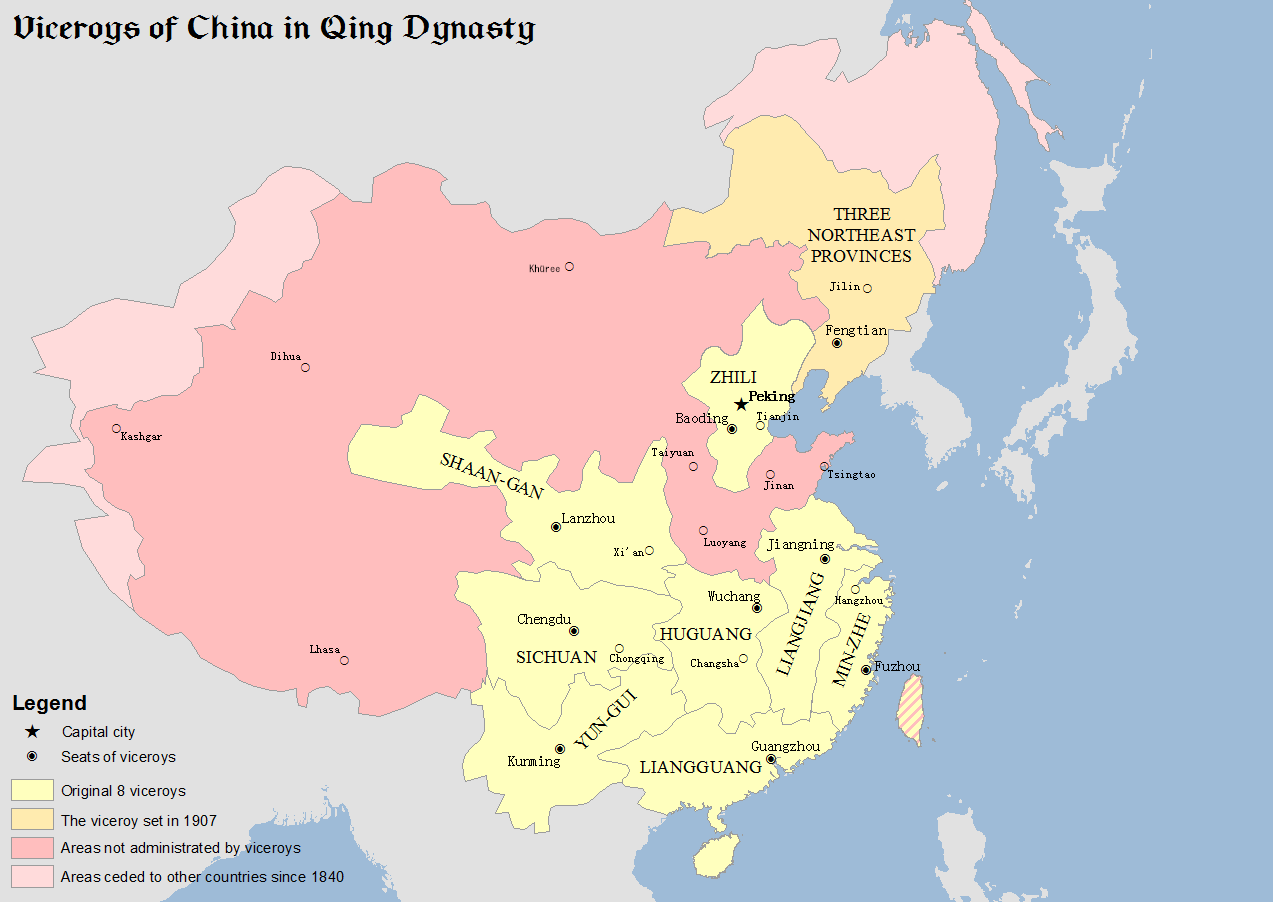
Mappa dei vicereami nella Cina della dinastia Qing.

Nella fase tarda della Cina imperiale, regnanti le dinastie Ming (1368–1644) e Qing (1636–1912), la Corte di Pechino creò l'ufficio di viceré della Cina per supervisionare l'operato dei governatori provinciali e/o gestire particolari periodi di crisi territorialmente localizzate.
Questi viceré/governatori generali (zh. 總督T, 总督S, ZǒngdūP, Tsung3-tu1W, lett. "Supervisore superiore/supremo"; manciù ) di solito amministravano diverse province ed erano responsabile di tutti gli affari militari, alimentari, salariali, fluviali e politico-amministrativi della loro regione di giurisdizione. Erano ufficiali nominati e dipendenti direttamente dall'imperatore.
Uno dei più importanti Zǒngdū era il viceré di Zhili la cui area di competenza comprendeva il territorio della capitale imperiale, Pechino: es. Yuan Shikai, in seguito presidente della Repubblica di Cina (1912-1949), ricoprì tale carica.

## Elenco dei viceré
Gli Zǒngdū (e le relative province subordinate) in epoca Qing (1636–1912) furono:
| Titolo                              | Province controllate           |
| ----------------------------------- | ------------------------------ |
| Viceré di Zhili                     | Zhili (nell'attuale Hebei)     |
| Viceré di Liangjiang                | Jiangsu, Jiangxi e Anhui       |
| Viceré di Min-Zhe                   | Fujian, Zhejiang e Taiwan      |
| Viceré di Huguang                   | Hunan e Hubei                  |
| Viceré dello Shaan-Gan              | Shaanxi e Gansu                |
| Viceré del Liangguang               | Guangdong e Guangxi            |
| Viceré di Yun-Gui                   | Yunnan e Guizhou               |
| Viceré del Sichuan                  | Sichuan                        |
| Viceré delle tre province orientali | Fengtian, Jilin e Heilongjiang |

Gli storici cinesi spesso classificano il viceré di Zhili come il più onorevole e potente, mentre il viceré di Liangjiang come il più ricco. Alcune province non erano soggette ad alcun viceré: es. Shandong, Shanxi ed Henan.
Oltre ai viceré "regionali", c'erano poi viceré speciali: es. il Viceré dei fiumi meridionali e il Viceré dei fiumi orientali, incaricati di sorvegliare i grandi corsi d'acqua dell'Impero.

## Storia

### Dinastia Ming

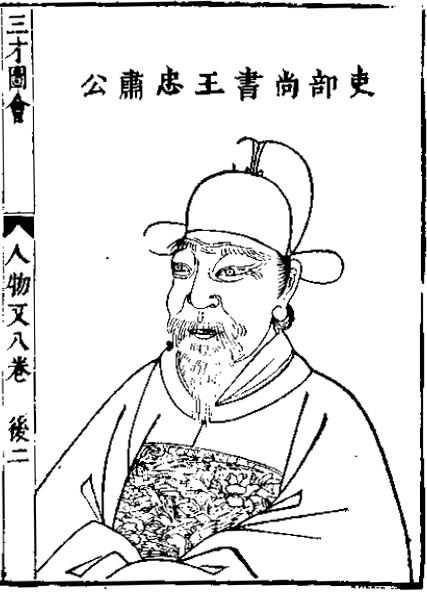
Wang Ao, viceré del Liangguang, uno dei primi Zǒngdū creati dai Ming.

Alla fondazione della dinastia Ming (1368–1644) da parte del capo-ribelle Zhu Yuanzhang, poi imperatore Ming Hongwu (r. 1368–1398), la neonata dinastia di etnia Han mantenne la divisione dell'Impero in province ereditato dalla sconfitta dinastia Yuan (1271–1368) di etnia mongola. Rispetto al sistema amministrativo degli Yuan, Hongwu passò però da 11 province a 13 province (zh. 布政使司T, Bùzhèngshǐ SīP) e due aree di diretto governo imperiale. Il potere nelle province Ming era gestito da un sistema tripartito: Commissione provinciale amministrativa (zh. 布政司T, Buzheng siP); Commissione provinciale di sorveglianza (zh. 按察司T, Ancha siP); e Commissione regionale militare (zh. 都司T, Du siP).
Nel corso della prima metà del XV secolo, divenne chiaro agli imperatori Ming ed alla loro Corte che necessitava creare un livello amministrativo intermedio tra la capitale e le province per meglio coordinarne la gestione e sedarvi eventuali rivolte. Le prime massicce riforme amministrative vennero promosse dall'imperatore Ming Xuande (r. 1399–1435) che, principiando nel 1425, nominò dei "governatori/coordinatori" (zh. 巡撫T, 巡抚S, XúnfǔP, lett. "Ufficiale itinerante di pace") incaricati di vigilare e coordinare i tre uffici provinciali, oltre a promuovere una brutale epurazione del Censorato (zh. 都察院T, lett. "Gran tribunale d'ispezione"), l'organo di vigilanza imperiale. Gli Xúnfǔ si diffusero allora in quasi tutte le province e, nel 1441, quando fu necessario intervenire nello Yunnan contro i Möng Mao (v.si Campagne Luchuan–Pingmian), al Ministro della Guerra Wang Ji furono garantiti poteri vicereali, addirittura superiori a quelli degli Xúnfǔ, dalla reggenza dell'imperatore-bambino Ming Zhengtong (r. 1435–1449).
L'ufficio del viceré era allora riservato ai segretari/cancellieri (zh. 宰相S, ZǎixiàngP) del c.d. "Gran Segretariato", motivo per cui, spesso, chi ricopriva tale carica serviva contemporaneamente anche tra i ranghi di uno dei Ministeri, o, similarmente agli Xúnfǔ, ai membri del suddetto Censorato. Si trattava però di incarichi creati ad hoc e non di uffici veri e propri: es. al termine della campagna nello Yunnan, Wang Ji fu ricompensato con un titolo feudale, non venne confermato viceré della regione né si procedette a sostituirlo in tale mansione.
Nel 1469, sotto l'imperatore Ming Chenghua (r. 1464–1487), il viceré di Liangguang (comprendente le province di Guangdong e Guangxi) divenne un ufficio permanentemente.
In generale, dalle decadi finali del XV secolo e soprattutto nel XVI secolo, la creazione ed assegnazione dell'ufficio vicereale si fece sempre più frequente, spesso legandosi a necessità militari: es. nel 1510, sotto l'imperatore Ming Zhengde (r. 1505–1521), fu creato il viceré di Xuanda per difendere la Grande Muraglia dalle annuali invasioni mongole degli Yuan Settentrionale; nel 1550, sotto l'imperatore Ming Jiajing (r. 1521–1567), fu nominato il viceré di Zhezhi per fronteggiare la minaccia dei wokou, una pericolosa ed eterogenea coalizione di pirati cino-giapponesi; ecc.

### Transizione tra Ming e Qing
Dagli ultimi anni del regno di Ming Wanli (r. 1572–1620), la dinastia Ming dovette fronteggiare molteplici minacce, interne ed esterne, in un lento logorio che la costrinse a ripiegare verso le province meridionali dell'Impero ed infine la consumò. Gli Zǒngdū Ming giocarono un ruolo fondamentale in questa catena d'eventi fatale per la dinastia.
Anzitutto, nel 1618, gli Jurchen della Manciuria, sotto il khagan Nurhaci (r. 1616–1626), iniziarono il sistematico attacco della Cina. Nel 1621, regnante l'imperatore Ming Tianqi (r. 1620–1627), i capi-tribù degli Yi del Sichuan e del Guizhou, She Chongming e An Bangyan, si rivoltarono all'oppressione fiscale dei Ming, imposta proprio per contenere la minaccia manciù, innescando una rivolta che sarebbe durata sino al 1629: c.d. "Rivolta di She-An". Nel 1626, nella battaglia di Ningyuan, il generale Yuan Chonghuan sconfisse Nurhaci e difese Ningyuan dai Manciù: Nurhaci sarebbe morto diversi mesi dopo e Yuan Chonghuan sarebbe diventato successivamente viceré di Jiliao.
Entro il 1627, la guerra con gli Jurchen (che si presentavano come eredi dell'antica dinastia Jīn, da cui il nome "dinastia Jīn posteriore" seppur passarono poi alla storia come "dinastia Qing") e con gli Yi avevano ormai prosciugato le casse dei Ming. Fioccavano poi in quelle decadi disastri naturali (forse dovuti alla piccola era glaciale) nelle province settentrionali dell'impero: fond. Shaanxi, Shanxi ed Henan. Per gestire la crisi finanziaria provocata dai conflitti in atto, il nuovo imperatore, Ming Chongzhen (r. 1627–1644), tagliò i fondi del servizio postale imperiale, provocando la disoccupazione di massa di un gran numero di uomini delle province centrali e settentrionali intorno alla regione del Fiume Giallo, cioè appunto Shaanxi, Shanxi ed Henan, deteriorando ulteriormente il controllo governativo dell'area a favore di un banditismo ormai ivi endemico e di numerose rivolte contadine di vasta portata: nel 1628 scoppiò la prima grande rivolta contadina nella Cina del Nord ed entro il 1631 circa 200.000 ribelli operanti in 36 gruppi distinti seminavano il caso nelle province settentrionali dell'Impero.

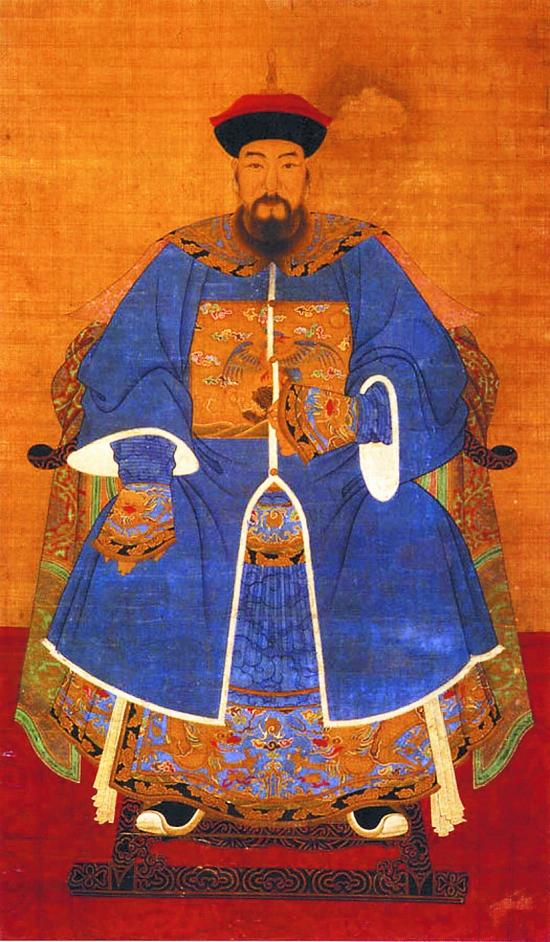
Ritratto ufficiale di Hong Chengchou, già viceré di Jiliao (1639–1641) per i Ming, poi viceré di Huguang, Liangguang e Yun-Gui (1653–1658) per i Qing.

Nel frattempo, mentre Yuan Chonghuan seguitava a difendere Ningyuan e Jinzhou dagli attacchi mancesi, il nuovo khan dei tungusi, Huang Taiji (r. 1626–1643), aggirò le sue forze, sfondò la Grane Muraglia a ovest del Passo Shanhai e raggiunse la capitale. Nel 1630, un incollerito Chongzhen fece dunque arrestare Yuan per tradimento e lo condannò a morte. Prima dell'esecuzione, il viceré s'accomiatò dal mondo con questa poesia:
Con Yuan Chonghuan ormai in declino, il generale Hong Chengchou, viceré di Shaan-Gan, fu incaricato di reprimere la rivolta contadina guidata da Gao Yingxiang e Li Zicheng nel nord-ovest della Cina. Chongzen creò anche Lu Xiangsheng viceré delle province di Shaanxi, Shanxi, Henan, Huguang e Sichuan per supportare Hong nella lotta contro Gao Yingxiang e fu proprio Lu a sconfiggere i 300.000 ribelli con solo di 20.000 uomini. Prima che Lu potesse sopprimere tutti i resti della rivolta contadina, fu però nominato viceré di Xuanda ed inviato a combattere Huang Taiji (ormai nominatosi imperatore di Qing, r. 1636–1643) sulla Grande Muraglia, ove morì nel 1638 in seguito ad una carenza di rifornimenti protrattasi per sette giorni. Alcuni studiosi ritengono che, a questo punto, la fine dei Ming sia imputabile all'operato di Hong Chengchou, viceré di Jiliao nel triennio 1639–1641 e grande favorito di Chongzen, che fu sconfitto dai Manciù nella battaglia di Song-Jin, perdendovi quasi la metà degli effettivi, e non si fece scrupolo di passare al servizio del nemico (1642).

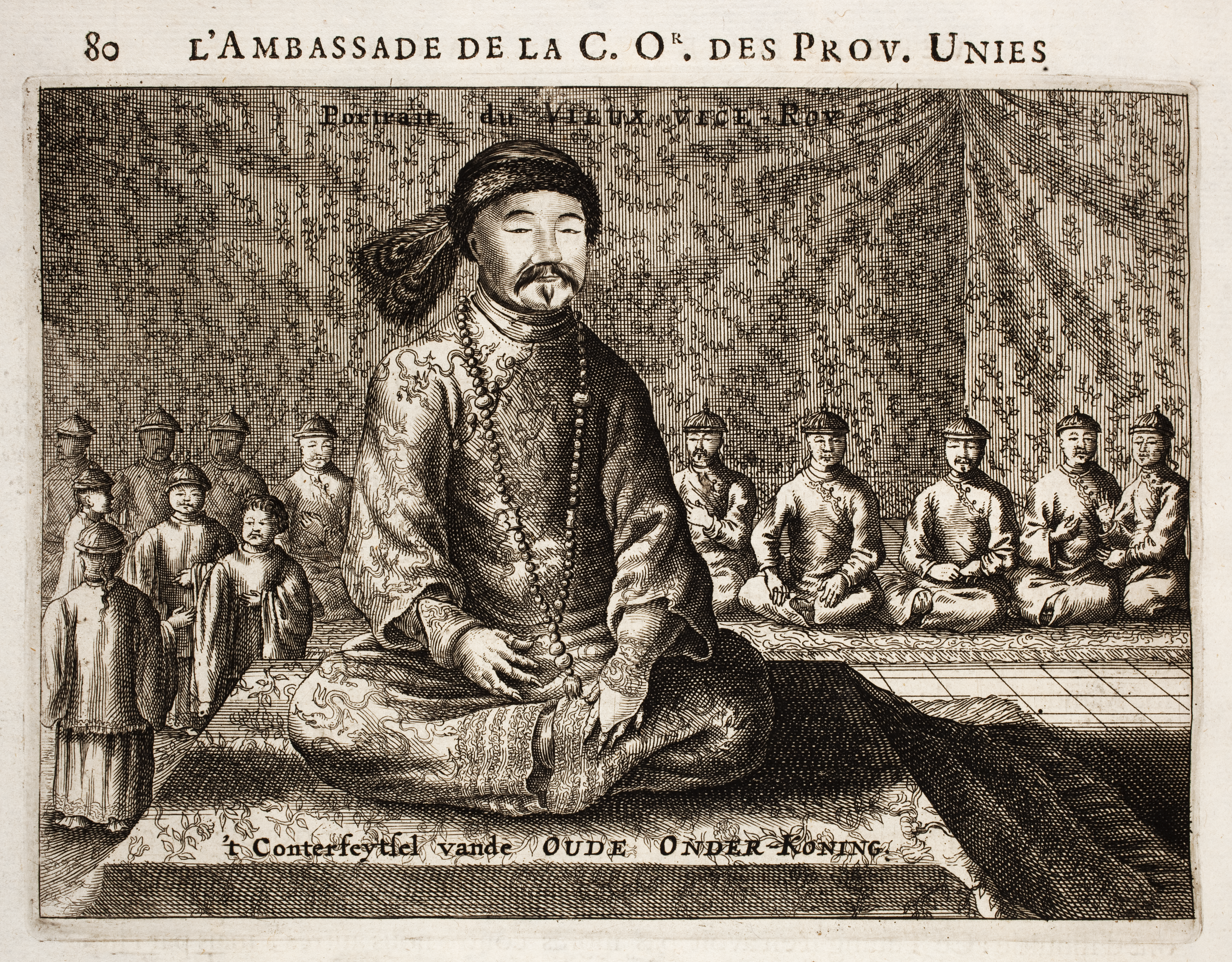
Shang Kexi, noto agli olandesi come il "Vecchio Viceré del Guangdong" - disegno di Johan Nieuhof (1655).

Nel 1644, Li Zicheng dichiarò la fondazione dell'effimera dinastia Shun (1644–1645), marciò su Pechino e la conquistò, mentre Chongzhen s'impiccava ad un albero della Città Proibita. Mentre Li Zicheng tentava, inutilmente, di opporsi alla calata dei manciù di Dorgon (reggente per conto del nipote infante Qing Shunzhi, r. 1644–1661), principi e funzionari Ming ripiegarono sulla capitale meridionale, Nanchino, fondandovi la dinastia Ming Meridionale (1644–1683) ed iniziando a contendete ai Qing il controllo sulla Cina del Sud. Dorgon si sbarazzò degli Shun nella Battaglia del passo Shanhai e l'8 novembre incoronò a Pechino suo nipote Shunzhi imperatore della Cina.
Tra il 1644 ed il 1659, la lotta tra Qing e Ming si spostò nella Cina del Sud, ove la dinastia sconfitta manteneva il controllo sul vicereame del Liangguang, sullo Yunnan e nel Fujian.
Nel quadriennio 1644–1647, il viceré del Liangguang fu un funzionario Ming (contestualmente, gli imperatori Ming avevano la loro capitale a Fuzhou, nel Fujian, 1645–1646, e poi a Canton, nel Guangdong, 1646–1647). Dorgon strappò Canton ai Ming nel 1647 grazie ai servigi dell'ennesimo generale Ming voltagabbana, Li Chengdong, che lo sbarazzò dell'imperatore Ming Shaowu (mentre l'imperatore Ming Yongli si rifugiava a Nanning, nel Guangxi) salvo poi ribellarglisi contro perché scontento che i Qing non fossero intenzionati a fare del Guagdong un viceregno ma un semplice governatorato! I Qing riuscirono a mantenere il controllo su parte del Guagndong con il viceré Tong Yangjia nel quadriennio 1647–1651, mentre i Ming avvicendavano ben otto diversi viceré (tra cui lo stesso Li Chengdong), e riconquistarono definitivamente Canton nel 1650, anno della morte di Dorgon. Solo nel 1659 si chiuse il mandato dell'ultimo (duraturo) viceré-Ming del Liangguang, Lian Chengbi.
La lotta contro i Ming ed i loro simpatizzanti nello Yunnan, nel Guangdong e nel Fujian costrinse Dorgon e Shunzhi ad appoggiarsi a diversi altri signori della guerra Ming, oltre all'onnipresente Hong Chengchou (nel 1653–1658 viceré di Huguang, Liangguang e Yun-Gui; pensionato dai Qing solo nel 1659), tra cui primeggiarono Wu Sangui, Shang Zhixin e Geng Jingzhong che vennero poi ricompensati con il dominio feudale su quelle terre. Wu Sangui organizzò però poi con Shang, Geng ed altri anti-Qing la c.d. "Rivolta dei Tre Feudatari" (1673–1681) al termine della quale l'imperatore Qing Kangxi (r. 1661–1722) fu finalmente libero di chiudere la contesa con i Ming conquistando il Regno di Tungning (Taiwan).

### Dinastia Qing

#### XVII-XVIII secolo
Il sopracitato imperatore Qing Shunzi (r. 1644–1661), il primo effettivo sovrano mancese di una Cina almeno parzialmente riunita, integrò ufficialmente gli Zǒngdū nel sistema amministrativo del nuovo impero. Laddove i viceré Ming regolarmente nominati s'erano concentrati principalmente sul confine settentrionale dell'impero, per combattervi i mongoli prima ed i manciù poi, la dinastia Qing estese il sistema anche ad altre regioni. A differenza dei Ming, gli Zǒngdū Qing furono inizialmente creati in accordo al progredire dell’espansione militare mancese coordinata dal principe Dorgon: es. nel 1644 fu creato il viceré di Huguang per rafforzare il controllo mancese su Hunan e Hubei; nel 1647 fu creato il viceré di Liangjiang, il cui quartier generale fu fissato a Nanchino, la capitale meridionale (e capitale primordiale) dei Ming, per rafforzare il controllo mancese su Jiangdong, Jiangxi e Henan; nel 1649, fu creato il viceré di Zhili per rafforzare il controllo mancese su Zhili, Shandong e Henan; ecc.
Fu solo nel corso del XVIII secolo, in una Cina ormai saldamente mancese, gli Zǒngdū dei Qing cominciarono a ricoprire ruoli d'impatto più geopolitico e non più solo espansionistico-militari.
L'imperatore Qing Yongzheng (r. 1723-1735), misantropo e dispotico ma efficiente e vigoroso, fu strenuamente impegnato sia a combattere la corruzione a Corte sia a centralizzare l'amministrazione imperiale: fondamentale in questo senso fu la riorganizzazione da lui promossa del c.d. "Sistema Tusi" o 土司制度S, Tǔsī ZhìdùP, lett. "Sistema dei capi nativi" tramite il quale i Qing (come i Ming e gli Yuan prima di loro) avevano governato, appoggiandosi sui Tusi (zh. 土司S, TǔsīP; lingua tibetana ཐོའུ་སི; lingua vietnamita 土司, Thổ ty; lingua mancese ᠠᡳᠮᠠᠨ ᡳ ᡥᠠᡶᠠᠨ, aiman i hafan), lett. "capi locali" o "capi tribù", le minoranze etniche nella Cina centrale, occidentale e sudoccidentale. Quest'importante manovra amministrativo-militare, passata alla storia come "Gaitu guiliu" (改土歸流T, 改土归流S, lett. "trasformare il governo indigeno in amministrazione regolare"), fu attuata dall'imperatore grazie ai suoi viceré, anzitutto il suo fidato mandarino mancese Ortai (1677-1745), dal 1723 viceré di Yun-Gui, che dovette fronteggiare un'estesa rivolta del popolo Miao. Sempre Yongzheng aveva decretato, nel 1723, che il vicereame del Liangjiang divenisse appannaggio del Segretario della Guerra.
Nel 1746, l'imperatore Qing Qianlong (r. 1735–1796), concentrò nella città di Canton tutta l'attività commerciale coinvolgente mercanti stranieri (fond. europei) nel c.d. "Sistema di Canton", nel quale una gilda d'intermediari finanziari cinesi, il Cohong, era ufficialmente incaricata di gestire lo scambio di beni di lusso cinesi (fond. tè e porcellane) con i rappresentanti delle compagnie privilegiate europee (es. EIC, VOC, ecc.) che pagavano in argento. Il viceré del Liangguang, la cui sede venne contestualmente fissata a Canton, divenne così uno dei politici prospetticamente più influenti per i futuri sviluppi della politica internazionale cinese.
Eventuali necessità militari non mancarono però di concorrere a rimescolare le carte del sistema Zǒngdū: es. il sopracitato Qianlong, tra le altre cose ricordato come un grande re-guerriero, rinominò, soppresse e ricreò il viceregno del Sichuan diverse volte durante la sua campagna contro gli indigeni del Jinchuan (1748–1759).

#### XIX-XX secolo
Gli Zǒngdū Qing giocarono un ruolo fondamentale negli eventi che portarono al crollo della dinastia Qing ed alla nascita della Cina moderna.

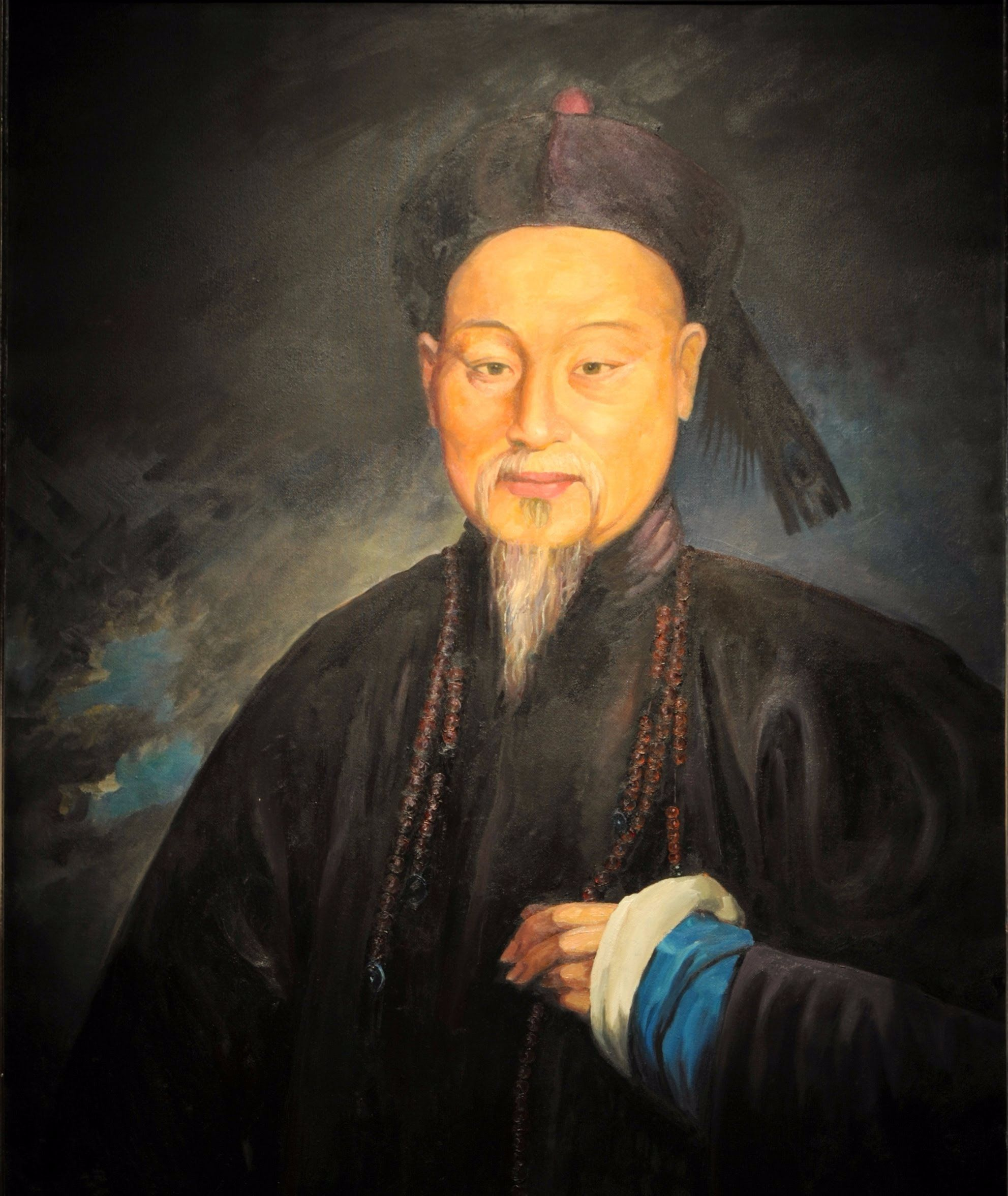
Ritratto di Lin Zexu, viceré del Liangguang.

La domanda apparentemente insaziabile di tè dei mercati europei di fine XVIII secolo causò un significativo deficit nella bilancia commerciale britannica. Ciò spinse la EIC a vendere l'oppio coltivato nelle sue piantagioni in India a commercianti indipendenti che lo spedivano in Cina, ove il narcotico era stato dichiarato illegale dall'imperatore Qing Yongzheng (r. 1723–1735), predecessore di Qianlong, nel 1729 (eccezion fatta per un suo eventuale impiego terapeutico) ma restava un bene ambito dagli abbienti, per venderlo in cambio d'argento. L''imperatore Qing Daoguang (r. 1820–1850) emanò nuove e più rigide leggi contro l'oppio senza però ottenere risultati apprezzabili. Determinato a debellare il traffico, nel marzo del 1839 Daoguang inviò a Canton, ormai principale centro d'importazione nazionale di oppio, quale commissario imperiale il mandarino Lin Zexu, poi nominato (1840) viceré del Lingguang. Lin fece subito distruggere un'enorme quantità di narcotico sequestrata ai trafficanti stranieri, indirizzò una missiva alla regina Vittoria del Regno Unito (r. 1837–1901) affinché intercedesse per porre fine al traffico, confiscò con la forza dai magazzini occidentali di Canton (le c.d. "Tredici fattorie") tutte le scorte e ordinò un blocco navale contro i mercantili stranieri. Il commissario britannico per il commercio distaccato a Canton, capitano Charles Elliot, scrisse a Londra sollecitando l'uso della forza contro le autorità cinesi. Passò quasi un anno prima che i britannici decidessero, nel maggio 1840, di inviare truppe per riparare l'offesa subita dai mercanti di Canton e far ottenere un indennizzo per le merci confiscate e per garantire la sicurezza dei traffici commerciali. Nel frattempo vi erano state le prime schermaglie tra imbarcazioni britanniche e cinesi il 4 settembre 1839 nell'estuario di Kowloon, inizio ufficiale della Prima guerra dell'oppio (1839–1842). La flotta militare britannica giunse il 21 giugno 1840 al largo di Macao e bombardò quindi il porto di Ting-ha. Durante il conflitto che seguì, la Royal Navy sfruttò la propria superiorità navale e di artiglieria pesante per infliggere una serie di gravi sconfitte alla Cina (es. v.si Seconda battaglia di Chuenpi – 7 gennaio 1841), una tattica che fu in seguito conosciuta come "Diplomazia delle cannoniere". La guerra fu chiusa dal Trattato di Nanchino (1842), il primo dei c.d. "Trattati ineguali", tramite il quale ai sudditi britannici fu «permesso di risiedere, allo scopo di portare avanti le loro attività mercantili, senza molestie o restrizioni» a Canton, Shanghai, Amoy, Ningbo e Fuzhou (i c.d. "Treaty ports").

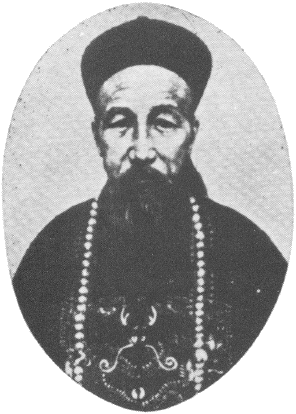
Zeng Guofan, e viceré di Liangjiang e viceré di Zhili - fotografia.

Nel 1850, l'amministrazione centrale Qing portò a 18 il numero complessivo delle province cinesi (zh. 一十八行省T, Yishiba XingshengP, o 十八省T, Shiba ShengP, v.si "Cina delle 18 province") e codificò la formale subordinazione degli Xúnfǔ, ormai veri e propri governatori provinciali, ai rispettivi Zǒngdū che divennero così il vertice della scala gerarchica amministrativa provinciale.
Dopo la miserevole figura politica dei Qing nella prima guerra dell'oppio, la gestione del malcontento strisciante tra gli Han, soprattutto nella Cina del Sud, divenne ostico per i Manciù ed i loro viceré. Nel 1851, il condottiero religioso Hong Xiuquan, creatore della 拜上帝會T, 拜上帝会S, Bài Shàngdì HuìP, lett. "Società degli adoratori di Dio", innescò la violenta guerra civile passata alla storia come Rivolta dei Taiping (1850–1864). All'inizio del conflitto, l'inetto esercito Qing, sia l'Esercito dello Stendardo Verde sia le Otto Bandiere, fallì nel contenimento dei ribelli che nel 1853 conquistarono Nanchino e ne fecero la loro 天京T, TianjingP, lett. "Capitale celeste". Zeng Guofan, viceré di Liangjiang, creò ed addestrò allora un esercito Han nello Hunan, il c.d. "esercito Xiang", per supportare i Qing. Con il supporto di Zuo Zongtang, Zeng Guofan (e il fratello Zeng Guoquan) riconquistarono Nanchino, catturarono Hong Tianguifu (l'imperatore adolescente del Regno Celeste di Taiping, figlio di Hong Xiuquan) e chiusero la rivolta. Successivamente (1868) Zuo fu nominato viceré di Shaan Gan e represse un'altra ribellione nella Cina del Nord, la Rivolta dei Nian. Durante gli anni 1870, Zuo guidò un esercito Xiang di 120.000 effettivi, equipaggiato con armi avanzate, per schiacciare i ribelli musulmani nel nord-est della Cina. Nel 1878, Zuo marciò verso lo Xinjiang per sconfiggere il ribelle Yakub Beg ed espellere l'intruso russo dalla città di Ili. Tra i fondatori del Movimento di autorafforzamento (1861–1895), Zuo sfruttò poi la sua carica di viceré di Minzhe per fondare l'Accademia navale di Fuzhou l'Arsenale di Fuzhou.

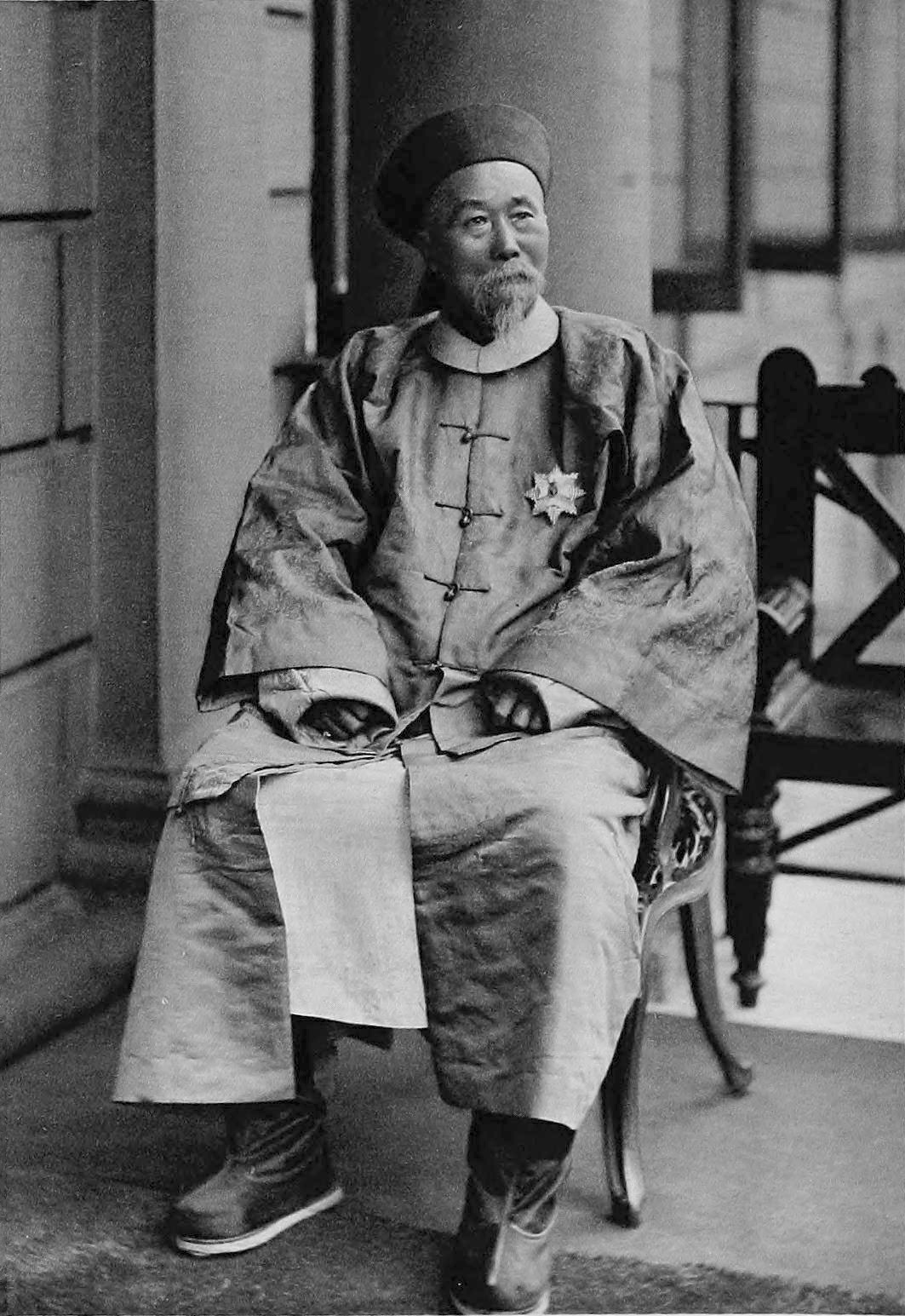
Li Hongzhang, viceré di Zhili - fotografia (1896).

Secondo Fairbank e King 1978, un altro fondatore del Movimento di autorafforzamento fu il capace e longevo viceré di Zhili, Li Hongzhang, già allievo di Zeng Guofan. Nel 1886, dopo la fallimentare guerra franco-cinese (1884–1885), Li si rese conto della necessità di riformare l'esercito e la marina cinesi su modello occidentale ed a tale scopo creò la flotta del Pei-yang, poi divenuta la flotta più potente dell'Asia orientale. Otto anni dopo, quando, al fine di proteggere la Corea, storico alleato e tributario della Cina, dall'invasione del Giappone, i Qing dichiararono guerra al Giappone, Li fu scelto per guidarne l'esercito. Tuttavia, a causa della corruzione e dei difetti intrinseci del sistema feudale cinese, i Qing persero la guerra e Li dovette firmare il trattato di Shimonoseki (1895) tramite cui i Qing s'impegnarono a pagare al Giappone 200 milioni di tael, i.e. 8 000 000 chilogrammi (18 000 000 lb), d'argento come riparazioni di guerra e cedettero la penisola di Liaodong, Taiwan e le sue isole e le isole Penghu. Lo sconfitto Li fu retrocesso a viceré di Liangguang. Nel 1900, quando l'Alleanza delle otto nazioni marciò su Pechino, i viceré Han del sud-est della Cina rimasero neutrali in aperta protesta contro l'operato dell'invadente imperatrice vedova Cixi (r. 1861–1872, 1875–1889 e 1898–1908) ed un redivivo Li Hongzhang firmò per parte Qing il Trattato Xin Chou, meglio noto come "Protocollo dei Boxer" (1901).

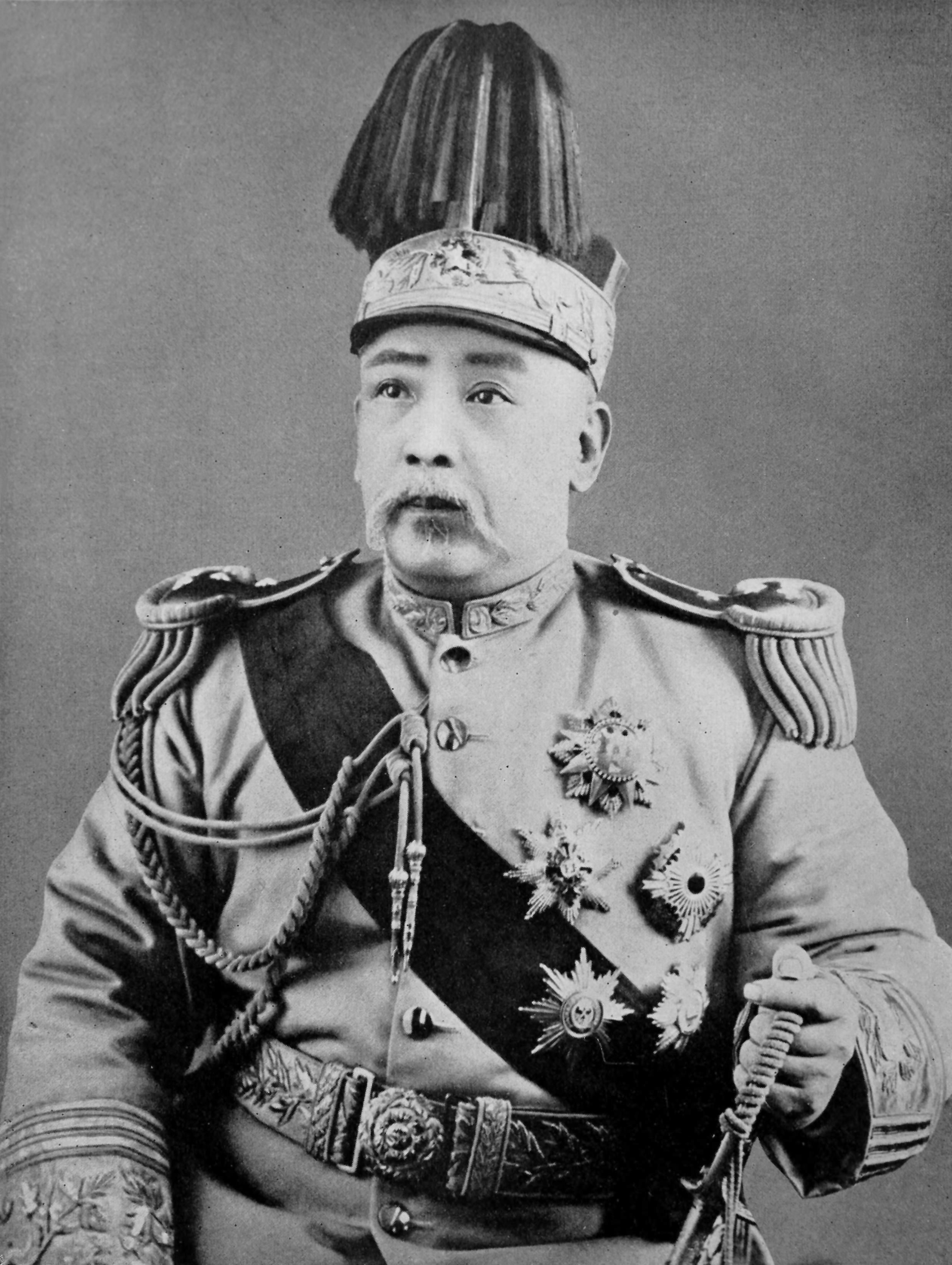
Yuan Shikai, già viceré di Zhili, in veste di Grande Imperatore - fotografia (1915).

Durante la prima guerra sino-giapponese (1894–1895), Cixi aveva nel frattempo identificato quale suo factotum il generale Yuan Shikai. Fu appunto Yuan a proteggere Cixi durante la c.d. "Riforma dei cento giorni" e ad arrestare e giustiziare i capo dei riformatori (Tan Sitong, Liang Qichao, ecc.). In ragione della sua dimostrata lealtà, Cixi affidò a Yuan il viceregno di Zhili alla morte di Li Hongzhang nel 1901. Come riportato da Fairbank e King 1978, a Yuan fu chiesto di formare il nuovo Corpo d'armata del Pei-yang, armato ed addestrato alla occidentale, per proteggere la dinastia Qing. Quando Yuan fu sollevato da tutti i suoi incarichi e si ritirò in patria (1908), era ormai l'uomo più potente della Cina.
La Cina versava sempre più nel caos e spesso gli Zǒngdū ne approfittavano: es. nel 1904, il viceré di Liangjiang, Zhang Zhidong, aveva tentato di farsi sovrano dell'intero corso del fiume Giallo estromettendone il governo di Pechino! Alcuni viceré, oltretutto, erano ormai anche governatori de iure di talune province della loro giurisdizione: es. dal 1905 il viceré di Yun-Gui era per decreto imperiale governatore dello Yunnan.
L'inconsistenza del potere centrale e della Corte divenne lampante con la rivolta di Wuchang quando, l'11 ottobre 1911, l'esercito Pei-yang si rifiutò di seguire gli ordini del governo Qing, si unì ai ribelli di Wuchang (Hubei) e chiese il ritorno al comando di Yuan. Fu il principio della Rivoluzione cinese del 1911. Yuan Shikai ritardò quanto più possibile il suo ritorno in campo, rifiutando la nomina a viceré di Huguang, poi quella di Ministro della guerra, e quando, alla fine, accettò di reprimere la ribellione, quasi la metà della Cina era ormai fuori dal controllo del governo centrale. L'ambizioso Yuan orchestrò allora (1912) l'abdicazione dell'imperatore bambino Puyi (r. 1908–1912) in cambio della concessione della posizione di presidente della neonata Repubblica di Cina.

### Esplicative
1. ↑  Lo sforzo bellico richiesto per sedare la sola Rivolta di She-An costò ai Ming un totale di 35 milioni di tael d'argento e consumò 145 miliardi di chilogrammi di grano - Dardess 2012, p. 10.
2. ↑  A titolo di es.: il 24 gennaio 1556 uno dei più devastanti terremoti della storia colpì la provincia dello Shaanxi, nei pressi di Hua Shan (Weinan), provocando la morte di circa 830 000 persone.

### Bibliografiche
1. 1 2  (ZH) 清朝九大总督之最：谁权势最重？谁最有钱？谁地位最低？, su Sohu News. URL consultato il 3 novembre 2023.
2. 1 2  (EN) Timothy Brook, The Troubled Empire : China in the Yuan and Ming Dynasties, Harvard University Press, 2013.
3. 1 2 3 4  (EN) Charles O. Hucker, Ming Government, in Twitchett e Mote 1998, pp. 9-105, 1998.
4. ↑  Hucker 1978.
5. ↑  (EN) D. Ma e J. Rubin, The Paradox of Power: Principal-agent problems and administrative capacity in Imperial China (and other absolutist regimes), in Journal of Comparative Economics, vol. 47, n. 2, 2019,  pp. 277-294.
6. 1 2  (EN) Hok-lam Chan, The Chien-wen, Yung-lo, Hung-hsi, and Hsüan-te reigns, in Mote e Twitchett 1988, pp. 182-304, 1988.
7. ↑  (EN) Denis C. Twitchett e Tilemann Grimm, The Cheng-t'ung, Ching-t'ai, and T'ien-shun reigns, 1436—1464, in Mote e Twitchett 1988, pp. 305-342, 1988.
8. 1 2  (EN) L. Carington Goodrich e Chaoying Fang, Dictionary of Ming Biography, 1368-1644, New York, Columbia University Press, 1976,  p. 290, ISBN 0-231-03801-1.
9. ↑  (ZH) Tong Zhongshu Menxia Pingzhangshi [collegamento interrotto], su Encyclopedia of China..
10. ↑  Hucker 1958, p. 27.
11. ↑  Hucker 1958.
12. ↑  Twitchett e Mote 1998.
13. ↑  (EN) Anthony Reid, Violence at Sea, in Elusive Pirates, Pervasive Smugglers, Hong Kong University Press, 2010.
14. ↑  Swope 2014, p. 43.
15. ↑  Swope 2014, pp. 56-59.
16. ↑  Swope 2014, p. 71.
17. ↑  (EN) Ka-wai Fan, Climatic change and dynastic cycles in Chinese history: A review essay, in Climate Change, vol. 101, 3-4, 2010,  pp. 565-573, DOI:10.1007/s10584-009-9702-3.
18. ↑  Swope 2014, p. 76.
19. ↑  Swope 2014, pp. 76-77.
20. ↑  Swope 2014, p. 104.
21. ↑  (EN) Roger V. Des Forges, Cultural Centrality and Political Change in Chinese History: Northeast Henan in the Fall of the Ming, Stanford University Press, 2003.
22. ↑  Wakeman 1985, pp. 259-266.
23. ↑  Wakeman 1985, pp. 291-318.
24. ↑  Wakeman 1985, p. 858.
25. ↑  Wakeman 1985, p. 738.
26. 1 2  Wakeman 1985, pp. 760-761 (resistenza Ming nel tardo 1647) e 765 (ammutinamento di Li Chengdong).
27. ↑  Peterson 2016.
28. 1 2 3  (EN) R. Kent Guy, Qing Governors and Their Provinces: The Evolution of Territorial Administration in China, 1644-1796, University of Washington Press, 2010.
29. ↑  (EN) Jennifer Took, A Native Chieftaincy in Southwest China: Franchising a Tai Chieftaincy under Tusi System of Late Imperial China, Leida, Brill, 2005,  p. 233.
30. ↑  (ZH) 越南阮朝土司制度探析 [Journal of Guangxi Teachers Education University], in Philosophy and Social Sciences Edition, vol. 37, gennaio 2016.
31. ↑  Dardess 2012, p. 6.
32. ↑  Yang 2008, cap. 4 § 76.
33. ↑  Yang 2008, cap. 4 § 101-102.
34. ↑  (EN) R. Kent Guy, Qing Governors and Their Provinces: The Evolution of Territorial Administration in China, 1644-1796., University of Washington Press, 2010,  pp. 334-351.
35. ↑  (EN) Chao-ying Fang, Ortai, in Arthur Hummel Sr. (a cura di), Eminent Chinese of the Qing Period, Introduction by Pamela Kyle Crossley, rev., Berkshire Publishing Group, 2017  [1943],  pp. 454-456, ISBN 9781614728498.
36. ↑  (EN) V.H. Li, Law and Politics in China's Foreign Trade, Asian law series, University of Washington Press, 1977, ISBN 978-0-295-80387-6.
37. ↑  (EN) Frank Dikötter, Lars Peter Laamann, Zhou Xun, Narcotic Culture: A History of Drugs in China, C. Hurst & Co. Publishers, 2004,  pp. 32-45, ISBN 1-85065-725-4. URL consultato il 17 maggio 2017.
38. ↑  (EN) Bernstein, William J., A splendid exchange: how trade shaped the world, New York, Atlantic Monthly Press, 2008,  p. 286, ISBN 978-0-87113-979-5.
39. ↑  Fay 2000, pp. 73-74.
40. ↑  (EN) A Century of International Drug Control (PDF), su unodc.org.
41. ↑  (EN) de Bary, W. Theodore e Lufrano, Richard, Sources of Chinese Tradition: From 1600 Through the Twentieth Century, vol. 2, Columbia University Press, 2000,  pp. 201-204, ISBN 978-0-231-11271-0.
42. ↑  (EN) Philip J. Haythornthwaite, The Colonial Wars Source Book, Londra, 2000,  pp. 237-239, ISBN 1-84067-231-5.
43. ↑  (EN) Steve Tsang, A Modern History of Hong Kong, I.B.Tauris, 2007,  pp. 3–13 e 29, ISBN 1-84511-419-1..
44. 1 2  (EN) Julia Lovell, The Opium War: Drug, Dreams and the Making of China, 2011.
45. 1 2  (EN) Peter Ward Fay, Barbarians in the Celestial Empire in the Early Part of the Nineteenth Century and the War by Which They Forced Her Gates, University of North Carolina Press, 2000.
46. ↑  Fairbank e Liu 1980.
47. ↑  Fairbank 1978.
48. ↑  (EN) Franz H. Michael, The Taiping Rebellion: History and Documents, University of Washington Press, 1966.
49. ↑  (EN) Kwang-Ching Liu e Richard J. Smith, The military challenge: the north-west and the coast, in Fairbank e Liu 1980, pp. 202-273.
50. ↑  (EN) Marius B. Jansen, Japan and China: From War to Peace, 1894–1972, Rand McNally College Publishing Company, 1975,  pp. 17–29 e 66–77, ISBN 9780528666001.
51. ↑  (EN) Nicolas Schillinger, The Body and Military Masculinity in Late Qing and Early Republican China: The Art of Governing Soldiers, Lexington Books, 2016,  pp. 29-33, ISBN 978-1498531689.
52. ↑  (EN) Donald F. Busky, Communism in History and Theory, Praeger/Greenwood, 2002, ISBN 0-275-97733-1.
53. ↑  (EN) Edward J.M. Rhoads, Manchus and Han: ethnic relations and political power in late Qing and early Republican China, 1861–1928, Seattle, University of Washington Press, 2000,  p. 175, ISBN 0-295-97938-0. URL consultato il 31 luglio 2023.
54. ↑  (EN) W. Joseph e C.X. George We, China: How the Empire Fell. New York: Routledge, Taylor & Francis Group, 2013,  pp. 239-241, ISBN 978-0-415-83101-7.

### Fonti
- (ZH) 明實錄T, 明实录S, Míng Shǐ LuP, lett. "Veritieri Registri dei Ming", 1368-1644.
- (ZH) Zhang Tingyu, 明史T, 明史S, Míng ShǐP [Storia dei Ming], 二十四史S, Èrshísì ShǐP, lett. "Ventiquattro Storie", 1645-1739.
- (ZH) Erxun Zhao, 清史稿S, Qīngshǐ gǎoP, lett. "Storia provvisoria dei Qing", 1928.

### Studi
- (EN) John Dardess, Ming China 1368-1644 A Concise History of A Resilient Empire, Rowman & Littlefield Publishers, Inc., 2012.
- (EN) John K. Fairbank (a cura di), Late Ch'ing 1800–1911, Part 1, The Cambridge History of China, 1978, ISBN 978-0-521-21447-6.
- (EN) John K. Fairbank e Kwang-Ching Liu (a cura di), Late Ch'ing 1800–1911, Part 2, The Cambridge History of China, 1980, ISBN 978-0-521-22029-3.
- (EN) Charles O. Hucker, A dictionary of official titles in imperial China, Standford University Press, 1985.
- (EN) Charles O. Hucker, Governmental Organization of the Ming Dynasty, in Harvard Journal of Asiatic Studies, vol. 21, 1958,  pp. 1-66.
- (EN) William Frederick Mayers, The Chinese Government: A Manual of Chinese Titles, Categorically Arranged and Explained, with an Appendix, a cura di G.M.H. Playfair, 3. ed. rev., Taipei, Ch'eng-Wen Pub. Co., 1966  [1897 [Shanghai, Kelly & Walsh]].
- (EN) Frederick W. Mote e Denis C. Twitchett (a cura di), The Ming Dynasty, 1368–1644, Part 1, The Cambridge History of China, 1988, ISBN 978-0-521-24332-2.
- (EN) Willard J. Peterson (a cura di), The Ch'ing Empire to 1800, Part 2, The Cambridge History of China, 2016, ISBN 978-0-521-24334-6.
- (EN) Willard J. Peterson (a cura di), The Ch'ing Empire to 1800, Part 1, The Cambridge History of China, 2002, ISBN 978-0-521-24334-6.
- (EN) Kenneth Swope, The Military Collapse of China's Ming Dynasty, Routledge, 2014.
- (EN) Denis C. Twitchett e Frederick W. Mote (a cura di), The Ming Dynasty, 1368–1644, Part 2, The Cambridge History of China, 1998, ISBN 978-0-521-24333-9.
- (EN) Frederic Wakeman, The Great Enterprise: The Manchu Reconstruction of Imperial Order in Seventeenth-Century China, vol. 1, University of California Press, 1985.
- (EN) Bin Yang, Between Winds and Clouds: The Making of Yunnan, Columbia University Press, 2008.